# Макаров, Валентин Николаевич

Могила Макарова на Восточном кладбище Минска.

Валенти́н Никола́евич Мака́ров (30 августа 1919 — 20 мая 1978) — лётчик-ас, советский военачальник, военный лётчик, генерал-майор авиации (1954).
Участник Великой Отечественной и Корейской войн, Герой Советского Союза (28 января 1943 года).

## Биография
Родился 30 августа 1919 года в городе Севастополь в семье рабочего. Русский. Окончил 7 классов и Симферопольский аэроклуб. В Красной Армии с 1937 года. Окончил Качинскую военную школу пилотов в 1938 году.
Участник Великой Отечественной войны с июня 1941 года. Боевую деятельность начал командиром звена в 512-м истребительном авиаполку.
Первую воздушную победу одержал летом 1941 года. Два звена советских истребителей перехватили большую группу бомбардировщиков сопровождаемую «мессершмиттами». Несмотря на многократное численное превосходство врага, советские лётчики врезались в гущу «юнкерсов». Макаров направил свой самолёт на флагманскую машину. Когда Ju-88 вписался в прицел, Макаров ударил по нему из пушки и пулемётов. «Юнкерс» накренился на крыло и стал разваливаться в воздухе. Вскоре запылали ещё 5 вражеских машин. Удар наших истребителей был настолько стремителен, что «мессера» не успели прикрыть своих подопечных. «Юнкерсы» беспорядочно побросали бомбы и ушли на запад.
За доблесть, проявленную в воздушных боях, В. Н. Макаров вскоре был награждён орденом Ленина.
Позднее воевал на Сталинградском фронте. Осенью 1942 года, когда враг обрушил на город мощные бомбовые удары, Макаров со своими однополчанами совершал по 5-6 вылетов в день. 16 октября 1942 года во главе шестерки истребителей он вступил в поединок с 26-ю «мессерами», прикрывающими «юнкерсы». В этом бою Макаров лично сбил 2 самолёта и 3 в составе группы.
К январю 1943 года командир эскадрильи 512-го истребительного авиаполка капитан Макаров совершил 462 боевых вылета, налетав 462 часа. 23 раза водил эскадрилью в бой и штурмовал самолёты противника на его аэродроме. Совершил 45 вылетов по эффективной штурмовке наземных целей, переправ и железнодорожных узлов врага. При этом уничтожил 4 танка, повредил или сжёг 25 автомашин с живой силой, 17 повозок, взорвал 2 цистерны с горючим. По специальному заданию командующего фронтом уничтожил командный пункт противника. Провёл 118 воздушных боёв, в ходе которых сбил лично 15 и в группе 7 самолётов противника.
Указом Президиума Верховного Совета СССР «О присвоении звания Героя Советского Союза начальствующему составу Военно-Воздушных сил Красной Армии» от 28 января 1942 года за «образцовое выполнение боевых заданий командования на фронте борьбы с немецкими захватчиками и проявленными при этом отвагу и геройство» удостоен звания Героя Советского Союза с вручением ордена Ленина и медали «Золотая Звезда».
Во время сражения над Курской дугой группа истребителей «Як-1» под командованием Макарова получила задачу прикрыть наземные войска от ударов с воздуха. Советские лётчики вступили в бой с 40 вражескими самолётами. Ведомые бесстрашным командиром, они совершили умелый манёвр и неожиданно врезались в строй противника. Атака была до того дерзкой, что неприятель стал в панике неприцельно сбрасывать свой смертоносный груз. В это время радиостанция наведения сообщила о подходе ещё нескольких групп в количестве 50 машин. Макаров без промедления скомандовал готовиться к бою и направил истребитель навстречу врагу. Завязался неравная схватка. Пользуясь численным преимуществом, неприятель попытался прорваться к цели, но смелые и грамотные действия наших лётчиков помешали ему осуществить свой замысел. Бомбардировщикам не помогли и прикрывающие их истребители. Потеряв 7 «юнкерсов» и один Fw-190, противник убрался восвояси, даже не сбросив бомб.
За Курской дугой воевал в Белоруссии, Польше и Германии. Во время Берлинской операции подполковник Макаров командовал 176-м истребительным авиаполком, лётчики которого уничтожили в воздушных боях более 100 самолётов противника. Полк был удостоен почётного наименования «Берлинский».
1 мая 1945 года Валентин Макаров подвёл окончательный итог своих ратных дел. В этот день он вписал в личный боевой счёт очередной сбитый самолёт противника, а на борту его истребителя появилась последняя, 30-я звёздочка, обозначавшая окончательную цифру поверженных им врагов. Число групповых побед Валентина Макарова в различных источниках трактуются по-разному — от 9 до 11. Таким образом, общую цифру его побед можно определить как — «около 40». К концу войны он совершил 635 боевых вылетов и провёл 150 воздушных боёв. По данным исследований М. Ю. Быкова, Валентин Макаров за годы войны имеет 30 личных побед и 9 одержанных в группе.
После войны служил на Дальнем Востоке, в Заполярье и Белоруссии. В 1947 году окончил Высшие офицерские лётно-тактические курсы. Но на этом боевые действия для Валентина Макарова не закончились.
В 1950 году на вооружение Китайских ВВС стали поступать советские истребители «Ла-11». Переучиванием китайцев занимались лётчики-ночники из 351-го истребительного авиаполка в составе Шанхайской группы войск ПВО. Обстановка вокруг КНР в те годы была неспокойной, американцы постоянно проверяли ПВО Красного Китая — периодически вспыхивали воздушные бои. Причём в этих схватках принимали участие и советские лётчики из авиаполков, переброшенных на территорию КНР, тот же 351-й полк. На вооружении ночников находились 45 «Ла-11». Командовал полком Герой Советского Союза Валентин Макаров.
В одном из таких боёв 2 апреля 1951 года пилоты 351-го истребительного авиаполка сбили два «Мустанга» (Р-51).
Последней войной для 351-го авиаполка и для В. Н. Макарова стала Северная Корея. Поскольку «Ла-11» уже не могли на равных сражаться с реактивными F-84 и F-86, их задачей стала борьба с бомбардировщиками.
В 1956 году окончил Военную академию Генерального штаба. В 1955—1960 годах — заместитель командующего 22-й воздушной армией по боевой подготовке (Петрозаводск).
С 1975 года генерал-майор авиации вышел в запас. Жил в Минске. Умер 20 мая 1978 года. Похоронен на Восточном (Московском) кладбище в Минске.

## Награды
- Герой Советского Союза (28 января 1943 года, медаль № 696);
- два ордена Ленина;
- три ордена Красного Знамени;
- орден Александра Невского;
- орден Отечественной войны I степени;
- два ордена Красной Звезды;
- орден «За службу Родине в Вооруженных Силах СССР» 3-й степени;
- медали СССР;
- иностранные ордена и медали.